# God’s Favorite Idiot
God’s Favorite Idiot (englisch für „Gottes Lieblingsidiot“) ist eine US-amerikanische Comedy-Fernsehserie, die von Ben Falcone für Netflix konzipiert wurde. Die achtteilige erste Staffel wurde am 15. Juni 2022 weltweit bei Netflix veröffentlicht.

## Handlung
Nachdem er von einem Blitz getroffen wurde, besitzt Clark plötzlich die Fähigkeit zu leuchten. Seine Kollegen, zu denen auch seine Freundin Amily gehört, glauben, dass dies irgendwie mit Gott zu tun haben könnte. Ihre Befürchtungen werden bestätigt, als Clark plötzlich zum Boten Gottes auserkoren wird und die nahende Apokalypse verhindern muss.

## Besetzung und Synchronisation
Die deutsche Synchronisation entstand in den Studios der RRP Media UG in Berlin. Die Dialogbücher wurden von Jan Fabian Krüger geschrieben, Regie führte Ralph Brauchle.
| Rollenname           | Schauspieler     | Synchronsprecher   | Episoden         |
| -------------------- | ---------------- | ------------------ | ---------------- |
| Amily Luck           | Melissa McCarthy | Anke Reitzenstein  | 1.01–            |
| Clark Thompson       | Ben Falcone      | Axel Malzacher     | 1.01–            |
| Mohsin Raza          | Usman Ally       | Georgios Tzitzikos | 1.01–            |
| Wendy                | Ana Scotney      | Josephine Schmidt  | 1.01–            |
| Tom                  | Chris Sandiford  | Dirk Talaga        | 1.01–            |
| Gene                 | Kevin Dunn       | Helmut Gauß        | 1.01–            |
| Frisbee              | Steve Mallory    | Roland Wolf        | 1.01–            |
| Chamuel              | Yanic Truesdale  | Stefan Krause      | 1.02–1.06, 1.08– |
| Pfarrer Milton Throp | Leon Ford        | Steven Merting     | 1.02–1.06, 1.08– |
| Satan                | Leslie Bibb      | Anja Nestler       | 1.04–            |

## Episodenliste
| Nr. | Deutscher Titel                                         | Originaltitel                                  | Regie             | Drehbuch    |
| --- | ------------------------------------------------------- | ---------------------------------------------- | ----------------- | ----------- |
| 1 | Zwei minus                                              | B-Minus                                        | Michael McDonald  | Ben Falcone |
| 2 | Der Engel                                               | The Angel                                      | Michael McDonald  | Ben Falcone |
| 3 | Der Prediger                                            | The Preacher                                   | Michael McDonald  | Ben Falcone |
| 4 | Gott, Satan und all die guten Gerüche                   | God, Satan and All the Good Smells             | Michael McDonald  | Ben Falcone |
| 5 | Das Wort (heißt Liebe)                                  | The Word (It’s Love)                           | Sheila G. Waldron | Ben Falcone |
| 6 | Tom der Täufer                                          | Tom the Baptist                                | Sheila G. Waldron | Ben Falcone |
| 7 | Die vier Reiter                                         | The Four Horsemen                              | Michael McDonald  | Ben Falcone |
| 8 | Aufgeber gewinnen nie, doch Gewinner geben manchmal auf | Quitters Never Win, But Winners Sometimes Quit | Michael McDonald  | Ben Falcone |
| Alle Episoden wurden am 15. Juni 2022 sowohl in Originalsprache als auch in deutscher Sprache bei Netflix veröffentlicht. |                                                         |                                                |                   |             |

## Produktion
Im Dezember 2020 gab Netflix das Serienprojekt offiziell in Auftrag und bestellte 16 Episoden. Ben Falcone sollte die Serie gemeinsam mit seiner Ehefrau Melissa McCarthy produzieren, während beide auch die Hauptrollen spielen. Michael McDonald sollte Regie führen und als ausführender Produzent fungieren, nachdem er zuvor mit Falcone und McCarthy bei der Fernsehserie Nobodies zusammengearbeitet hatte. Steve Mallory kam im Februar 2021 als ausführender Produzent hinzu.
Gleichzeitig mit der Bekanntgabe des Serienauftrags wurden Falcone und McCarthy als Hauptdarsteller bekanntgegeben. Im Februar 2021 wurden Yanic Truesdale, Usman Ally, Ana Scotney, Chris Sandiford und Steve Mallory gecastet. Einen Monat später folgten die Rollenzusagen von Leslie Bibb und Kevin Dunn.
Die Dreharbeiten begannen im März 2021 in den Orten Byron Bay und Ballina im Nordosten des australischen Bundesstaates New South Wales. Nachdem acht Folgen abgedreht waren, wurde die Produktion von Netflix im Juni 2021 vorerst beendet. Ursprünglich sollten die Dreharbeiten bis November 2021 dauern. Die verbleibenden acht Episoden sollten zu einem späteren Zeitpunkt produziert werden, womit die insgesamt 16 bestellten Folgen voraussichtlich auf zwei Staffeln verteilt veröffentlicht werden.

## Rezeption
Rotten Tomatoes veröffentlichte eine Zustimmungsrate von 33 Prozent für die Serie, basierend auf 15 Bewertungen, und fasst zusammen: „Obwohl sie behauptet, die Gunst des Allmächtigen zu haben, ist diese Bildschirm-Zusammenarbeit von Melissa McCarthy und Ben Falcone zu schwachsinnig, um die Durchschnittszuschauer zu überzeugen.“
Daniel D’Addario des US-Magazins Variety bezeichnete die Serie als „eine Verschwendung kostbarer Zeit in der Karriere einer talentierten Darstellerin, deren Fans ihr überallhin folgen und die sie mit so wenig von dem belohnt, was sie kann“.
Oliver Armknecht bewertete die Serie auf film-rezensionen.de mit fünf von zehn Punkten; God’s Favorite Idiot kombiniere eine reguläre Workplace-Comedy mit Fantasy-Elementen. Die Serie sei deutlich besser als vorherige Werke von Ben Falcone und Melissa McCarthy, bleibe jedoch unter ihren Möglichkeiten, oft zu nett und harmlos, anstatt den nötigen Biss zu entwickeln.